# Argyrolepidia intermedia
Argyrolepidia intermedia là một loài bướm đêm trong họ Noctuidae.